# Музей Дубаю
Національний музей Дубаю — історичний музей у Дубаї в Об'єднаних Арабських Еміратах. Музей розташовано в історичній частині старого міста Дубай, у форті Аль-Фахіді. Музей складається з надземної частини споруд та подвір'я форту та підземелля. Музей Дубаю є найвідвідуванішим музеєм у Об'єднаних Арабських Еміратах.
Музей по своїй тематиці є історичним, демонструє історію емірата Дубай та ОАЕ в цілому. Експозиція супроводжується спеціально підібраною музикою та фрагментами фільмів, які дозволяють відвідувачам зануритися в атмосферу певного періоду. При цьому в експозиції домінують нариси з життя арабів, зокрема бедуїнів пустелі, а побут інших етносів (іранців, африканців, індійців, арабів-іммігрантів тощо) не згаданий, як і певні види діяльності, які можуть викликати негативні почуття, зокрема работоргівля.
Музей платний, ціна за вхід у 2010-х роках складала 3 дирхами ОАЕ (менше 1 долара США).

## Надземна експозиція
Сучасний музей вписаний у найдавнішу будівлю міста - Форт Аль-Фахіді, побудований 1787 року. До 1970 року це була резиденція дубайської правлячої династії Аль-Мактум. 1971 року відкрився Музей Дубая. Вхід до музею розташований у центральних воротах форту. У дворі форту демонструються гармати та човни XIX-XX століття, 2 вітрові вежі, хатини з пальмового листя. Також там наявний туристичний кіоск, де охочим роблять рисунок на шкірі за допомогою хни.

## Підземна експозиція
З форту огляд продовжується у підземну частину, де за допомогою кондиціонерів підтримується низька температура повітря. Підземну частину музею відкрито 1995 року. Різні зали підземної експозиції розповідають про життя в Дубаї та на території ОАЕ в різні часи. Етнографічні зали спеціально затемнені, щоб відвідувачі могли сконцентруватися саме на костюмах різних часів, у які одягнені манекени в експозиціях.
Окрема зала музею присвячена ловцям перлів. У залі стоїть велика фотографія пірнальника в традиційному білому бавовняному плавальному костюмі та з защіпкою на носі. Навколо відтворене штучне «підводне середовище». Реальний пірнальний костюм показано на манекені. Відвідувачам демонструється короткий кінофільм, у якому троє темношкірих чоловіків пірнають у море й повертаються з устрицями. При цьому тема появи африканців-пірнальників у Дубаї та місце їх у місцевій історії та суспільстві не висвітлюються.